# Василёк Дубянского
Василёк Дубя́нского (лат. Centauréa dubjanskýi) — растение, реликтовый вид рода Василёк семейства Астровые, или Сложноцветные. Включён в Международную Красную книгу МСОП как вид в уязвимом положении. Включён в Красную книгу России.
Видовой эпитет — в честь геоботаника и флориста Владимира Андреевича Дубянского.

## Ареал и среда обитания
Эндемик Среднего Дона, находящийся под угрозой исчезновения. Произрастает только в России, в Ростовской и Воронежской областях, у берегов Дона и Хопра. Растёт на нетронутых человеком участках песчаной степи. Последний раз наблюдался в Хопёрском заповеднике в 1947 году.

## Ботаническое описание
Двулетнее травянистое растение. Высота от 35 до 50 см.
Стебли одиночные или немногочисленные, прямостоячие, поверхность гладкая.
Нижние стеблевые листья — черешковые, верхние листья — цельные.
Корзинки на концах ветвей одиночные. Цветки жёлтого цвета.
Плод — семянка с хохолком.

## Охрана
Включён в Международную Красную книгу и Красную книгу России, а также в Красные книги Ростовской и Воронежской областей.

## Синоним
На основе данных The Plant List:
- Centaurea margaritacea subsp. dubjanskyi (Iljin) Dostál